# Grenora (Dakota Północna)
Grenora – miasto w Stanach Zjednoczonych, w stanie Dakota Północna, w hrabstwie Williams.